# Květa Peschke
Květoslava (Květa) Peschke geb. Hrdličková (Bílovec, 9 juli 1975) is een professioneel tennisspeelster uit Tsjechië. Zij begon met tennis toen zij zes jaar oud was. Haar favoriete ondergrond is tapijt en hardcourt. Zij speelt rechtshandig en heeft een tweehandige backhand. Zij wordt getraind door haar man Torsten Peschke, met wie zij in 2003 in Berlijn trouwde.

## Loopbaan
In het enkelspel bereikte zij tweemaal een WTA-finale, waarvan zij er één won: in 1998 op het toernooi van Makarska.
Peschke specialiseert zich vooral op het dubbelspel. Haar eerste WTA-titel won zij in 1998 op het toernooi van Sopot, samen met landgenote Helena Vildová. In het vrouwendubbelspel won zij in 2011 het toernooi van Wimbledon, samen met de Sloveense Katarina Srebotnik – daarmee steeg zij naar de eerste positie op de wereldranglijst. In het gemengd dubbelspel was zij driemaal verliezend finaliste op het US Open: in 2006, 2010 en 2012. In totaal won zij 36 WTA-dubbelspeltitels, waarvan tien met Srebotnik (2010–2014) en vijf met de Amerikaanse Nicole Melichar (2018–2019).
In de periode 1998–2011 maakte Peschke deel uit van het Tsjechische Fed Cup-team – zij behaalde daar een winst/verlies-balans van 16–15. In 2011 wonnen zij de beker in de Fed Cup Wereldgroep I.
Peschke werd samen met dubbelspelpartner Katarina Srebotnik eind 2011 verkozen als doubles team of the year.

## Posities op deWTA-ranglijst
Positie per einde seizoen:
| jaar | rang enkelspel | rang dubbelspel |
| ---- | -------------- | --------------- |
| 1992 | 324            | 395             |
| 1993 | 232            | 185             |
| 1994 | 241            | 148             |
| 1995 | 185            | 177             |
| 1996 | 275            | 253             |
| 1997 | 239            | 538             |
| 1998 | 57             | 148             |
| 1999 | 44             | 48              |
| 2000 | 47             | 111             |
| 2001 | 86             | 48              |
| 2002 | 145            | 68              |
| 2004 | 116            | 142             |
| 2005 | 26             | 16              |
| 2006 | 133            | 8               |
| 2007 | –              | 11              |
| 2008 | –              | 7               |
| 2009 | –              | 26              |
| 2010 | –              | 5               |
| 2011 | –              | 2               |
| 2012 | –              | 17              |
| 2013 | –              | 16              |
| 2014 | –              | 9               |
| 2015 | –              | 401             |
| 2016 | –              | 51              |
| 2017 | –              | 21              |
| 2018 | –              | 13              |
| 2019 | –              | 21              |
| 2020 | –              | 17              |

## Palmares
| Legenda                | Legenda                  |
| ---------------------- | ------------------------ |
| Grandslamtoernooi      |                          |
| Olympische Spelen      |                          |
| Year-End Championships |                          |
| tot 2009               | 2009 – 2020 / vanaf 2021 |
| Tier I                 | Premier Mandatory        |
| Tier II                | Premier Five / WTA 1000  |
| Tier III               | Premier / WTA 500        |
| Tier IV & V            | International / WTA 250  |
|                        | Challenger / WTA 125     |

### WTA-finaleplaatsen enkelspel
| nr.              | finale     | toernooi     | ondergrond | tegenstandster   | score    |         |
| ---------------- | ---------- | ------------ | ---------- | ---------------- | -------- | ------- |
| gewonnen finales |            |              |            |                  |          |         |
| 1.               | 1998-04-19 | WTA Makarska | gravel     | Li Fang          | 6-3, 6-1 | details |
| verloren finales |            |              |            |                  |          |         |
| 1.               | 1999-11-07 | WTA Leipzig  | tapijt (i) | Nathalie Tauziat | 1-6, 3-6 | details |

### WTA-finaleplaatsen vrouwendubbelspel
| nr.              | finale     | toernooi              | ondergrond    | partner              | tegenstandsters                                    | score             |         |
| ---------------- | ---------- | --------------------- | ------------- | -------------------- | -------------------------------------------------- | ----------------- | ------- |
| gewonnen finales |            |                       |               |                      |                                                    |                   |         |
| 01.              | 1998-08-02 | WTA Sopot             | gravel        | Helena Vildová       | Åsa Carlsson Seda Noorlander                       | 6-3, 6-2          | details |
| 02.              | 2001-04-15 | WTA Estoril           | gravel        | Barbara Rittner      | Tina Križan Katarina Srebotnik                     | 3-6, 7-5, 6-1     | details |
| 03.              | 2005-02-13 | WTA Parijs            | tapijt (i)    | Iveta Benešová       | Anabel Medina Garrigues Dinara Safina              | 6-2, 2-6, 6-2     | details |
| 04.              | 2005-10-30 | WTA Linz              | hardcourt (i) | Gisela Dulko         | Conchita Martínez Virginia Ruano Pascual           | 6-2, 6-3          | details |
| 05.              | 2006-02-12 | WTA Parijs            | tapijt (i)    | Émilie Loit          | Cara Black Rennae Stubbs                           | 7-6, 6-4          | details |
| 06.              | 2006-02-26 | WTA Dubai             | hardcourt     | Francesca Schiavone  | Svetlana Koeznetsova Nadja Petrova                 | 3-6, 7-6, 6-3     | details |
| 07.              | 2006-10-01 | WTA Luxemburg         | hardcourt (i) | Francesca Schiavone  | Anna-Lena Grönefeld Liezel Huber                   | 2-6, 6-4, 6-1     | details |
| 08.              | 2006-10-15 | WTA Moskou            | tapijt (i)    | Francesca Schiavone  | Iveta Benešová Galina Voskobojeva                  | 6-4, 6-7, 6-1     | details |
| 09.              | 2007-08-12 | WTA Los Angeles       | hardcourt     | Rennae Stubbs        | Alicia Molik Mara Santangelo                       | 6-0, 6-1          | details |
| 10.              | 2007-10-07 | WTA Stuttgart         | hardcourt (i) | Rennae Stubbs        | Chan Yung-jan Dinara Safina                        | 6-7, 7-6, [10-2]  | details |
| 11.              | 2007-10-21 | WTA Zürich            | hardcourt (i) | Rennae Stubbs        | Lisa Raymond Francesca Schiavone                   | 7-5, 7-6          | details |
| 12.              | 2008-02-23 | WTA Doha              | hardcourt     | Rennae Stubbs        | Cara Black Liezel Huber                            | 6-1, 5-7, [10-7]  | details |
| 13.              | 2008-08-23 | WTA New Haven         | hardcourt     | Lisa Raymond         | Sorana Cîrstea Monica Niculescu                    | 4-6, 7-5, [10-7]  | details |
| 14.              | 2010-01-16 | WTA Hobart            | hardcourt     | Chuang Chia-jung     | Chan Yung-jan Monica Niculescu                     | 3-6, 6-3, [10-7]  | details |
| 15.              | 2010-03-20 | WTA Indian Wells      | hardcourt     | Katarina Srebotnik   | Nadja Petrova Samantha Stosur                      | 6-4, 2-6, [10-5]  | details |
| 16.              | 2010-08-28 | WTA New Haven         | hardcourt     | Katarina Srebotnik   | Bethanie Mattek-Sands Meghann Shaughnessy          | 7-5, 6-0          | details |
| 17.              | 2011-01-08 | WTA Auckland          | hardcourt     | Katarina Srebotnik   | Sofia Arvidsson Marina Erakovic                    | 6-3, 6-0          | details |
| 18.              | 2011-02-26 | WTA Doha              | hardcourt     | Katarina Srebotnik   | Liezel Huber Nadja Petrova                         | 7-5, 6-7, [10-8]  | details |
| 19.              | 2011-06-18 | WTA Eastbourne        | gras          | Katarina Srebotnik   | Liezel Huber Lisa Raymond                          | 6-3, 6-0          | details |
| 20.              | 2011-07-03 | Wimbledon             | gras          | Katarina Srebotnik   | Sabine Lisicki Samantha Stosur                     | 6-3, 6-1          | details |
| 21.              | 2011-08-07 | WTA Carlsbad          | hardcourt     | Katarina Srebotnik   | Raquel Kops-Jones Abigail Spears                   | 6-0, 6-2          | details |
| 22.              | 2011-10-08 | WTA Peking            | hardcourt     | Katarina Srebotnik   | Gisela Dulko Flavia Pennetta                       | 6-3, 6-4          | details |
| 23.              | 2012-01-13 | WTA Sydney            | hardcourt     | Katarina Srebotnik   | Liezel Huber Lisa Raymond                          | 6-1, 4-6, [13-11] | details |
| 24.              | 2012-10-14 | WTA Linz              | hardcourt (i) | Anna-Lena Grönefeld  | Julia Görges Barbora Záhlavová-Strýcová            | 6-3, 6-4          | details |
| 25.              | 2013-05-25 | WTA Brussel           | gravel        | Anna-Lena Grönefeld  | Gabriela Dabrowski Shahar Peer                     | 6-0, 6-3          | details |
| 26.              | 2014-02-02 | WTA Parijs            | hardcourt (i) | Anna-Lena Grönefeld  | Tímea Babos Kristina Mladenovic                    | 6-7, 6-4, [10-5]  | details |
| 27.              | 2014-05-18 | WTA Rome              | gravel        | Katarina Srebotnik   | Sara Errani Roberta Vinci                          | 4-0, opg.         | details |
|                  |            |                       |               |                      |                                                    |                   |         |
| 28.              | 2017-05-05 | WTA Praag             | gravel        | Anna-Lena Grönefeld  | Lucie Hradecká Kateřina Siniaková                  | 6-4, 7-6          | details |
| 29.              | 2018-05-04 | WTA Praag             | gravel        | Nicole Melichar      | Mihaela Buzărnescu Lidzija Marozava                | 6-4, 6-2          | details |
| 30.              | 2018-08-05 | WTA San Jose          | hardcourt     | Latisha Chan         | Ljoedmyla Kitsjenok Nadija Kitsjenok               | 6-4, 6-1          | details |
| 31.              | 2018-10-14 | WTA Tianjin           | hardcourt     | Nicole Melichar      | Monique Adamczak Jessica Moore                     | 6-4, 6-2          | details |
| 32.              | 2019-01-05 | WTA Brisbane          | hardcourt     | Nicole Melichar      | Chan Hao-ching Latisha Chan                        | 6-1, 6-1          | details |
| 33.              | 2019-08-04 | WTA San Jose          | hardcourt     | Nicole Melichar      | Shuko Aoyama Ena Shibahara                         | 6-4, 6-4          | details |
| 34.              | 2019-09-15 | WTA Zhengzhou         | hardcourt     | Nicole Melichar      | Yanina Wickmayer Tamara Zidanšek                   | 6-1, 7-6          | details |
| 35.              | 2020-08-29 | WTA Cincinnati        | hardcourt     | Demi Schuurs         | Nicole Melichar Xu Yifan                           | 6-1, 4-6, [10-4]  | details |
| 36.              | 2021-10-03 | WTA Chicago           | hardcourt     | Andrea Petković      | Caroline Dolehide Coco Vandeweghe                  | 6-3, 6-1          | details |
| verloren finales |            |                       |               |                      |                                                    |                   |         |
| 01.              | 1998-07-12 | WTA Praag             | gravel        | Michaela Paštiková   | Silvia Farina Karina Habšudová                     | 6-2, 1-6, 2-6     | details |
| 02.              | 1999-02-14 | WTA Prostějov         | tapijt (i)    | Helena Vildová       | Alexandra Fusai Nathalie Tauziat                   | 6-3, 2-6, 1-6     | details |
| 03.              | 2001-05-06 | WTA Hamburg           | gravel        | Barbara Rittner      | Cara Black Jelena Lichovtseva                      | 2-6, 6-4, 2-6     | details |
| 04.              | 2001-09-30 | WTA Leipzig           | tapijt (i)    | Barbara Rittner      | Jelena Lichovtseva Nathalie Tauziat                | 4-6, 2-6          | details |
| 05.              | 2002-01-05 | WTA Auckland          | hardcourt     | Henrieta Nagyová     | Nicole Arendt Liezel Huber                         | 5-7, 4-6          | details |
| 06.              | 2002-10-27 | WTA Luxemburg         | hardcourt (i) | Barbara Rittner      | Kim Clijsters Janette Husárová                     | 6-4, 3-6, 5-7     | details |
| 07.              | 2005-04-10 | WTA Amelia Island     | gravel        | Patty Schnyder       | Bryanne Stewart Samantha Stosur                    | 4-6, 2-6          | details |
| 08.              | 2005-04-17 | WTA Charleston        | gravel        | Iveta Benešová       | Conchita Martínez Virginia Ruano Pascual           | 1-6, 4-6          | details |
| 09.              | 2005-07-24 | WTA Cincinnati        | hardcourt     | María Emilia Salerni | Laura Granville Abigail Spears                     | 6-3, 2-6, 4-6     | details |
| 10.              | 2005-10-09 | WTA Filderstadt       | hardcourt (i) | Francesca Schiavone  | Daniela Hantuchová Anastasija Myskina              | 0-6, 6-3, 5-7     | details |
| 11.              | 2006-05-21 | WTA Rome              | gravel        | Francesca Schiavone  | Daniela Hantuchová Ai Sugiyama                     | 6-3, 3-6, 1-6     | details |
| 12.              | 2007-06-24 | WTA Eastbourne        | gras          | Rennae Stubbs        | Lisa Raymond Samantha Stosur                       | 7-6, 4-6, 3-6     | details |
| 13.              | 2008-02-17 | WTA Antwerpen         | hardcourt (i) | Ai Sugiyama          | Cara Black Liezel Huber                            | 1-6, 3-6          | details |
| 14.              | 2008-06-21 | WTA Eastbourne        | gras          | Rennae Stubbs        | Cara Black Liezel Huber                            | 6-2, 0-6, [8-10]  | details |
| 15.              | 2008-10-05 | WTA Stuttgart         | hardcourt (i) | Rennae Stubbs        | Anna-Lena Grönefeld Patty Schnyder                 | 2-6, 4-6          | details |
| 16.              | 2008-11-09 | WTA Championships     | hardcourt     | Rennae Stubbs        | Cara Black Liezel Huber                            | 1-6, 5-7          | details |
| 17.              | 2009-02-15 | WTA Parijs            | hardcourt (i) | Lisa Raymond         | Cara Black Liezel Huber                            | 4-6, 6-3, [4-10]  | details |
| 18.              | 2009-04-05 | WTA Miami             | hardcourt     | Lisa Raymond         | Svetlana Koeznetsova Amélie Mauresmo               | 6-4, 3-6, [3-10]  | details |
| 19.              | 2009-04-12 | WTA Ponte Vedra Beach | gravel        | Lisa Raymond         | Chuang Chia-jung Sania Mirza                       | 3-6, 6-4, [7-10]  | details |
| 20.              | 2009-05-16 | WTA Madrid            | gravel        | Lisa Raymond         | Cara Black Liezel Huber                            | 6-4, 3-6, [6-10]  | details |
| 21.              | 2010-02-20 | WTA Dubai             | hardcourt     | Katarina Srebotnik   | Nuria Llagostera Vives María José Martínez Sánchez | 6-7, 4-6          | details |
| 22.              | 2010-05-02 | WTA Stuttgart         | gravel (i)    | Katarina Srebotnik   | Gisela Dulko Flavia Pennetta                       | 6-3, 6-7, [5-10]  | details |
| 23.              | 2010-06-04 | Roland Garros         | gravel        | Katarina Srebotnik   | Serena Williams Venus Williams                     | 2-6, 3-6          | details |
| 24.              | 2010-06-19 | WTA Eastbourne        | gras          | Katarina Srebotnik   | Lisa Raymond Rennae Stubbs                         | 2-6, 6-2, [11-13] | details |
| 25.              | 2010-08-21 | WTA Montréal          | hardcourt     | Katarina Srebotnik   | Gisela Dulko Flavia Pennetta                       | 5-7, 6-3, [10-12] | details |
| 26.              | 2010-10-17 | WTA Linz              | hardcourt (i) | Katarina Srebotnik   | Renata Voráčová Barbora Záhlavová-Strýcová         | 5-7, 6-7          | details |
| 27.              | 2010-10-31 | WTA Championships     | hardcourt     | Katarina Srebotnik   | Gisela Dulko Flavia Pennetta                       | 5-7, 4-6          | details |
| 28.              | 2011-01-14 | WTA Sydney            | hardcourt     | Katarina Srebotnik   | Iveta Benešová Barbora Záhlavová-Strýcová          | 6-4, 4-6, [7-10]  | details |
| 29.              | 2011-02-20 | WTA Dubai             | hardcourt     | Katarina Srebotnik   | Liezel Huber María José Martínez Sánchez           | 6-7, 3-6          | details |
| 30.              | 2011-05-08 | WTA Madrid            | gravel        | Katarina Srebotnik   | Viktoryja Azarenka Maria Kirilenko                 | 4-6, 3-6          | details |
| 31.              | 2011-10-30 | WTA Championships     | hardcourt (i) | Katarina Srebotnik   | Liezel Huber Lisa Raymond                          | 4-6, 4-6          | details |
| 32.              | 2012-09-29 | WTA Tokio             | hardcourt     | Anna-Lena Grönefeld  | Raquel Kops-Jones Abigail Spears                   | 1-6, 4-6          | details |
| 33.              | 2013-01-05 | WTA Brisbane          | hardcourt     | Anna-Lena Grönefeld  | Bethanie Mattek-Sands Sania Mirza                  | 6-4, 4-6, [7-10]  | details |
| 34.              | 2013-06-15 | WTA Neurenberg        | gravel        | Anna-Lena Grönefeld  | Ioana Raluca Olaru Valerija Solovjeva              | 6-2, 6-7, [9-11]  | details |
| 35.              | 2013-08-11 | WTA Toronto           | hardcourt     | Anna-Lena Grönefeld  | Jelena Janković Katarina Srebotnik                 | 7-5, 2-6, [6-10]  | details |
| 36.              | 2013-08-18 | WTA Cincinnati        | hardcourt     | Anna-Lena Grönefeld  | Hsieh Su-wei Peng Shuai                            | 6-2, 3-6, [10-12] | details |
| 37.              | 2014-02-16 | WTA Doha              | hardcourt     | Katarina Srebotnik   | Hsieh Su-wei Peng Shuai                            | 4-6, 0-6          | details |
|                  |            |                       |               |                      |                                                    |                   |         |
| 38.              | 2016-10-16 | WTA Linz              | hardcourt (i) | Anna-Lena Grönefeld  | Kiki Bertens Johanna Larsson                       | 6-4, 2-6, [7-10]  | details |
| 39.              | 2017-08-13 | WTA Toronto           | hardcourt     | Anna-Lena Grönefeld  | Jekaterina Makarova Jelena Vesnina                 | 0-6, 4-6          | details |
| 40.              | 2018-04-29 | WTA Stuttgart         | gravel (i)    | Nicole Melichar      | Raquel Atawo Anna-Lena Grönefeld                   | 4-6, 7-6, [5-10]  | details |
| 41.              | 2018-07-14 | Wimbledon             | gras          | Nicole Melichar      | Barbora Krejčíková Kateřina Siniaková              | 4-6, 6-4, 0-6     | details |
| 42.              | 2019-05-03 | WTA Praag             | gravel        | Nicole Melichar      | Anna Kalinskaja Viktória Kužmová                   | 6-4, 5-7, [7-10]  | details |

### Finaleplaatsen gemengd dubbelspel
| nr.              | finale     | toernooi | ondergrond | partner              | tegenstanders                    | score             |         |
| ---------------- | ---------- | -------- | ---------- | -------------------- | -------------------------------- | ----------------- | ------- |
| gewonnen finales |            |          |            |                      |                                  |                   |         |
| geen             |            |          |            |                      |                                  |                   |         |
| verloren finales |            |          |            |                      |                                  |                   |         |
| 1.               | 2006-09-10 | US Open  | hardcourt  | Martin Damm          | Martina Navrátilová Bob Bryan    | 2-6, 3-6          | details |
| 2.               | 2010-09-12 | US Open  | hardcourt  | Aisam-ul-Haq Qureshi | Liezel Huber Bob Bryan           | 4-6, 4-6          | details |
| 3.               | 2012-09-06 | US Open  | hardcourt  | Marcin Matkowski     | Jekaterina Makarova Bruno Soares | 7-6, 1-6, [10-12] | details |

### Gewonnen ITF-toernooien enkelspel
| nr. | finale     | toernooi            | dotatie  | tegenstandster         | score         |
| --- | ---------- | ------------------- | -------- | ---------------------- | ------------- |
| 1.  | 1992-10-25 | Lyss                | $ 10.000 | Nicole Gadanyi         | 6-2, 6-3      |
| 2.  | 1993-12-12 | Vítkovice (Ostrava) | $ 10.000 | Sylvia Števková        | 6-4, 6-3      |
| 3.  | 1996-12-08 | Vítkovice (Ostrava) | $ 10.000 | Jana Macurová          | 6-2, 6-3      |
| 4.  | 1996-12-15 | Přerov              | $ 10.000 | Nóra Köves             | 6-2, 6-3      |
| 5.  | 1998-02-15 | Rogaška Slatina     | $ 25.000 | Meghann Shaughnessy    | 6-2, 3-6, 6-4 |
| 6.  | 1998-05-10 | Cardiff             | $ 50.000 | Anna Smashnova         | 7-5, 6-4      |
| 7.  | 1999-10-17 | Poitiers            | $ 75.000 | Marie-Gaïané Mikaelian | 4-6, 6-4, 6-2 |
| 8.  | 2004-09-26 | Biella              | $ 50.000 | Virginie Razzano       | 6-1, 6-1      |
| 9.  | 2004-10-14 | Joué-lès-Tours      | $ 25.000 | Dally Randriantefy     | 6-3, 6-2      |
| 10. | 2004-11-21 | Deauville           | $ 50.000 | Aljona Bondarenko      | 6-0, 6-3      |

### Gewonnen ITF-toernooien dubbelspel
| nr. | finale     | toernooi            | dotatie  | partner               | tegenstandsters                          | score         |
| --- | ---------- | ------------------- | -------- | --------------------- | ---------------------------------------- | ------------- |
| 1.  | 1992-08-30 | La Spezia           | $ 10.000 | Tina Vukasović        | Marzia Grossi Laura Lapi                 | 7-5, 2-6, 6-2 |
| 2.  | 1993-08-08 | Sopot               | $ 75.000 | Tina Križan           | Denisa Krajčovičová Katarína Studeníková | 6-3, 6-1      |
| 3.  | 1993-09-12 | Klagenfurt          | $ 25.000 | Jana Pospíšilová      | Ivana Jankovská Eva Melicharová          | 6-4, 7-6      |
| 4.  | 1993-12-12 | Vítkovice (Ostrava) | $ 10.000 | Dominika Górecka      | Ivana Jankovská Eva Melicharová          | 7-5, 2-6, 7-6 |
| 5.  | 1995-07-23 | Darmstadt           | $ 25.000 | Svetlana Kriventsjeva | Magdalena Feistel Helena Vildová         | 7-6, 6-2      |
| 6.  | 1995-09-17 | Karlovy Vary        | $ 25.000 | Simona Galíková       | Andrea Noszály Radka Pelikánová          | 6-3, 6-4      |
| 7.  | 1998-12-13 | Bad Gögging         | $ 50.000 | Helena Vildová        | Adriana Barna Anca Barna                 | 6-4, 6-3      |
| 8.  | 2004-10-17 | Joué-lès-Tours      | $ 25.000 | Angelika Rösch        | Stéphanie Cohen-Aloro Selima Sfar        | walk-over     |

## Resultaten grandslamtoernooien
| Legenda | Legenda                          |
| ------- | -------------------------------- |
| g.t.    | geen toernooi gehouden           |
| l.c.    | lagere categorie                 |
| –       | niet deelgenomen                 |
| G       | uitgeschakeld in de groepsfase   |
| 1R      | uitgeschakeld in de eerste ronde |
| 2R      | uitgeschakeld in de tweede ronde |
| 3R      | uitgeschakeld in de derde ronde  |
| 4R      | uitgeschakeld in de vierde ronde |
| KF      | uitgeschakeld in de kwartfinale  |
| HF      | uitgeschakeld in de halve finale |
| F       | de finale verloren               |
| W       | het toernooi gewonnen            |
| w-v     | winst/verlies-balans             |

### Enkelspel
| toernooi        | 1998 | 1999 | 2000 | 2001 | 2002 |    | 2004 | 2005 | 2006 | 2007 |
| --------------- | ---- | ---- | ---- | ---- | ---- | -- | ---- | ---- | ---- | ---- |
| Australian Open | –    | 1R   | 3R   | –    | 2R   | –  | 1R   | –    | –    |      |
| Roland Garros   | 2R   | 3R   | 3R   | 1R   | 1R   | 2R | 2R   | 1R   | 2R   |      |
| Wimbledon       | 1R   | 1R   | 1R   | –    | 2R   | –  | 4R   | 2R   | –    |      |
| US Open         | 2R   | 1R   | 2R   | 1R   | 1R   | –  | 1R   | 1R   | –    |      |

### Vrouwendubbelspel
| Australian Open | –  | 3R | 1R | –  | KF | –  | 1R | –  | –  | KF | 3R | 2R | HF | 2R | 2R | HF | 1R | –  | 3R | 3R | 3R | 2R   | –  |
| Roland Garros   | 2R | 2R | 2R | 3R | 1R | 1R | 3R | KF | 3R | 3R | 3R | F  | KF | KF | 2R | KF | –  | 1R | 1R | 3R | KF | 3R   | 2R |
| Wimbledon       | 1R | 1R | 2R | –  | 2R | –  | 1R | KF | KF | 3R | –  | KF | W  | 2R | HF | 1R | –  | KF | HF | F  | KF | g.t. | 1R |
| US Open         | –  | 2R | 2R | 3R | 1R | –  | 1R | HF | HF | 1R | –  | 3R | KF | KF | 3R | KF | –  | 1R | 1R | 1R | 2R | KF   | 2R |

### Gemengd dubbelspel
| Australian Open | KF | –  | –  | –  | KF | 1R | 1R | 1R | 1R | HF | 2R | 1R | –  | 2R | 1R | 1R   | –  |
| Roland Garros   | –  | 2R | 1R | 1R | HF | 1R | –  | 2R | KF | 1R | 1R | –  | 1R | 1R | 1R | g.t. | –  |
| Wimbledon       | 2R | 2R | 3R | 3R | KF | –  | –  | 2R | 3R | KF | 3R | –  | 2R | 2R | HF | g.t. | HF |
| US Open         | –  | 1R | F  | 2R | 2R | –  | F  | –  | F  | KF | KF | –  | 2R | 2R | KF | g.t. | –  |